# Фердинанд Шилър
Фърдинанд Канинг Скот Шилър (на английски: Ferdinand Canning Scott Schiller) е британски философ, близък до философското течение прагматизъм.

## Биография
Роден в датската част на Шлезвиг-Холщайн. Завършва и преподава в Оксфордския университет. В Оксфорд Шилър провежда редица дискусии срещу представителите на британския идеализъм, и особено Франсис Брадли. В последните си години се премества в САЩ.

## Философия
Шилър нарича собственото си учение хуманизъм. През 1891 г. издава „Загадките на Сфинкса“, където пише, че човешкото мислене е изцяло антропоморфично. През 1903 г. пише „Хуманизмът“, а през 1907 – „Студии за хуманизма“. Шилър критикува основните принципи на рационализма и емпиризма, опирайки се на Дейвид Хюм. В началото на познанието той поставя постулатите – своеобразни вярвания, от които тръгва всяко научно изследване. В опита си ние свикваме с тях и не ги подлагаме на съмнение. Въпреки това ние винаги можем да спрем да използваме даден постулат. Абсолютна истина не съществува. Шилър предлага възгледа, че истинното е полезно, който срещаме и при Уилям Джеймс, и който бива критикуван сериозно от Бъртранд Ръсел. Реалността и истината не са съществуващи преди и въпреки човека, а са в процес на „правене“. Светът е пластичен и може да бъде трансформиран от нашите действия. Според Шилър прагматизмът е учение за истината, а хуманизмът е цялостна нагласа. В последните години от живота си Уилям Джеймс критикува хуманизма на Шилър.